# Jarcová
Jarcová é uma comuna checa localizada na região de Zlín, distrito de Vsetín.